# 参卓林寺
参卓林寺（藏语称“参卓林”），又名“嘎东寺”，全名“嘎东参卓格丹塔杰林”，位于西藏自治区日喀则市白朗县嘎东镇马义村，是一座藏传佛教格鲁派寺院。是西藏大藏经最初翻译之所。

## 简介
参卓林寺位于白朗县嘎东镇马义村境内，距离白朗县城16公里，海拔3890米。
该寺是西藏佛教前弘期于8世纪中叶兴建的寺院，由大译师巴泽西热琼乃创建。传说13世纪后藏知名的喇嘛译师巴察巴·措赤加布曾经在该寺讲经。班钦·释迦室利担任该寺堪布时，扩大了该寺规模。班钦·释迦室利（1127年－1225年），通称“克什米尔班钦”，生于克什米尔哲丹城的扎哇索惹，初名“曲吉坚赞”，23岁时出家，30岁受近圆戒。他因精通五明而成为大班智达，是藏传佛教后弘期传播律学的知名佛学家。他所传的律学被西藏佛教界称作“班钦律统”。他传授的显密经论非常多，影响很广。他所传的律学属于根本说一切有部，是西藏所有持律者遵循的三个来源之一。
嘎东寺曾经盛行过宁玛派、噶举派、萨迦派等教派，从17世纪中叶开始信奉格鲁派。
文化大革命中，该寺被毁。1985年，该寺在原址重建。21世纪初，全寺占地面积2139.25 平方米。寺内供奉释迦牟尼、宗喀巴师徒三尊、度母等佛像。寺中收藏文物108件，包括700年前陶制的克奇班禅佛像一尊；500年前的度母化生的空行母色萨曲珍的头盖骨一个，头盖骨上天然生有三个藏文字“阿”、“热”、“达”，以及度母像；该寺第四任堪布格龙勒巴仁钦（桑布钦布）的右胫骨，上端的骨缝周围自生有微小的释迦牟尼、观世音菩萨、无量光佛、护法神、度母五尊佛像；其左胫骨自生有微小的释迦牟尼以及四个白色舍利。
2012年时，全寺僧人核定编制50名，实有僧人47名，其中日喀则地区政协委员1名，日喀则地区佛协理事2名。到2012年，该寺在编僧人中，有6名老年僧人被纳入最低生活保障范围；全寺僧人的医保、养老保险参保率均达到100%。2010年，该寺被列为白朗县文物保护单位，此后正在申请西藏自治区文物保护单位。2012年，参卓林寺、参卓林寺管委会、该寺47名僧人分别被评为西藏自治区、日喀则地区、白朗县三级先进单位、和谐模范寺庙、爱国守法先进僧尼等荣誉称号。
参卓林寺每年举办两次重大的传统佛事：藏历新年，大年初一举办立经杆活动；藏历7月28日举办嘎依跳神节。活动期间，来该寺朝拜的信众达上万人。